# Goskomstat

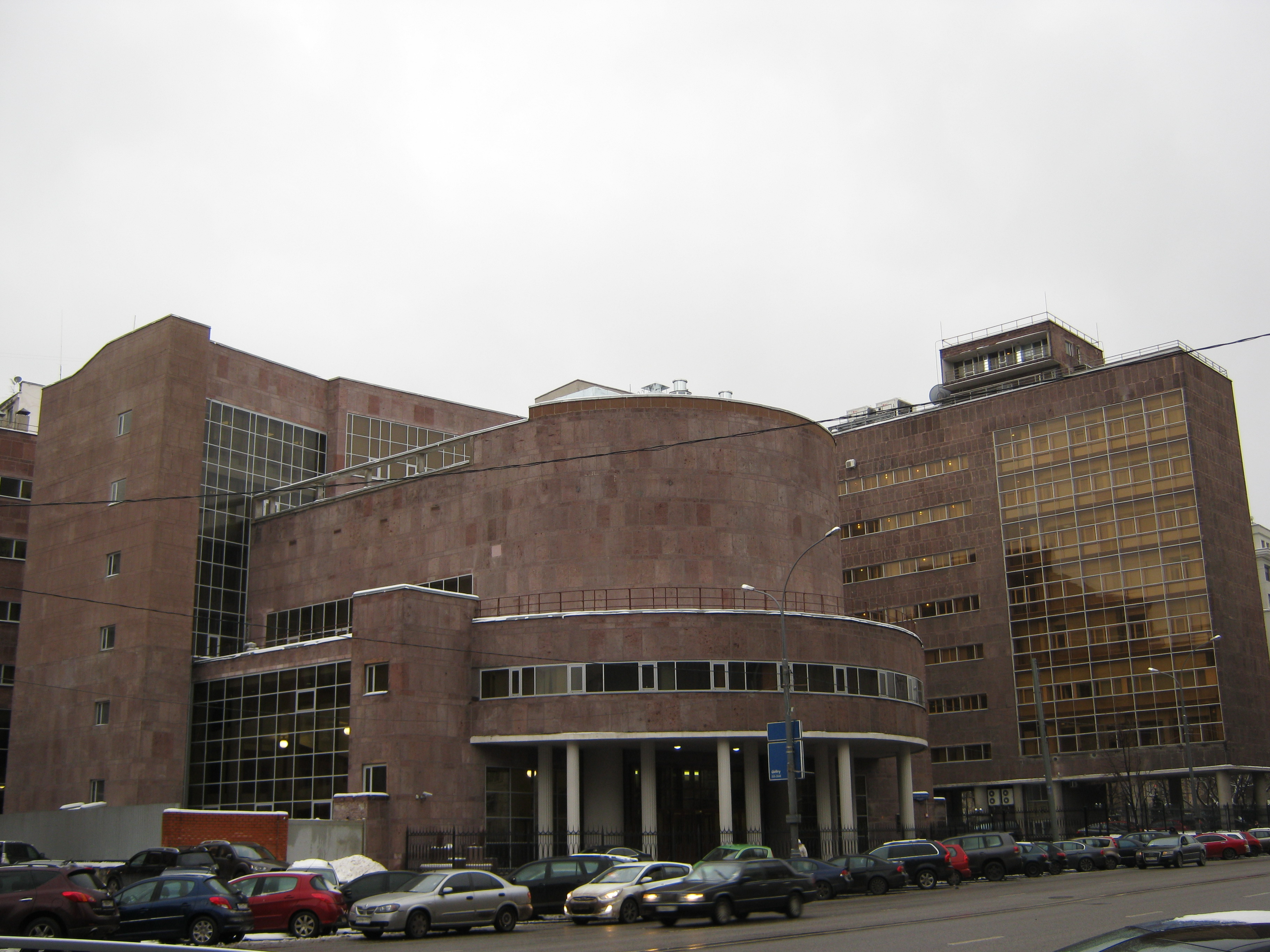
Edificio Centrosoyuz, sede de la antigua Goskomstat y, actualmente, el Rosstat.

Goskomstat (en ruso: Госкомстат, Государственный комитет по статистике; en caracteres latinos: Gosudarstvennyi komitet po statistike —en español: Comité Estatal de Estadística—) fue la agencia central que se ocupaba de las estadísticas en la Unión Soviética. 

## Historia
La Goskomstat fue creada en 1987 para sustituir a la Administración Central de Estadística, que mantenía sus mismas funciones básicas de colección, análisis y distribución publicitaria de las estadísticas estatales, incluyendo datos estadísticos sociales, económicos y demográficos. Este cambio de nombre equivalía a un descenso de categoría formal de la situación de la agencia.
Además de supervisar la colección y evaluación de estadísticas estatales, la Goskomstat —y sus predecesores— era responsable de planificar y llevar a cabo los censos de población y vivienda. Se efectuaron en siete censos en 1926, 1937, 1939, 1959, 1970, 1979 y 1989. El Servicio Estatal de Estadística de la Federación Rusa (Rosstat) fue el sucesor de esta agencia en Rusia.

### Estructura organizacional
El sistema de estadísticas estatales abarca los niveles distrital, regional y federal, así como Moscú y San Petersburgo. Está compuesto por 89 comités regionales y 2200 departamentos distritales. El Servicio Federal de Estadística del Estado cuenta con una plantilla de aproximadamente 30 000 personas.

### Ubicación
La sede de la agencia Goskomstat se encontraba en la casa número 31 en Ulitsa Myasnitskaya, en el edificio Centrosoyuz, en Moscú, y el arquitecto fue el suizo Le Corbusier.

## Lista de Referencias
1. ↑  «UNSD Document». unstats.un.org. Consultado el 17 de junio de 2025.